# Оболенская, Ольга Дмитриевна
О́льга Дми́триевна Оболе́нская (1886; Москва, Российская империя — 1985; Брянск, СССР) — русская и советская актриса театра и немого кино.

## Биография
Ольга Оболенская родилась в 1886 году в Москве в семье князя Дмитрия Оболенского и княгини Лидии Оболенской. В 1903 году окончила с серебряной медалью женскую гимназию Марии Федоровны Калайдович на Садовой-Самотёчной улице, после чего продолжила обучение в Московской филармонии. Через некоторое время перешла в драматическую школу при Художественном театре, где училась у Владимира Немировича-Данченко, затем в течение трёх лет училась в драматической школе Александра Адашева. Одновременно с этим играла в различных театрах, среди которых были Императорский малый театр и студия Вахтангова. С 1913 года стала сниматься в кино — первая её кинороль была в картине Петра Чардынина и Ивана Лазарева «За дверями гостиной».
После революции 1917 года продолжала играть в театре (в частности — в Государственном детском театре и в Мастерской коммунистической драматургии) и в кино. Одновременно с этим работала в Экспериментальной лаборатории Российского театрального общества по изучению массовой психологии и психотехники. С 1921 года была секретарём Художественного совета Российского театрального общества. С 1931 года — инструктор в Лаборатории по изучению психологии массового зрителя. С 1930 по 1933 год обучалась в Московском университете искусств.
В 1935 году её муж, бывший офицер и командир Красной армии Александр Евгеньевич Флейшер, был арестован и приговорён «тройкой» к ссылке на 3 года в Павлодар (Казахская ССР). Ольга Дмитриевна отправилась туда вместе с ним. В ссылке сперва работала бухгалтером в местной областной больнице, затем устроилась режиссёром в Павлодарский русский драматический театр и в самодеятельный кружок артели «Объединение». Во время Второй мировой войны окончила медицинские курсы, после чего работала хирургической медсестрой в госпитале.
В 1944 году семья получила разрешение от властей вернуться в РСФСР, но не в столицу, а в Брянск. Там Ольга Дмитриевна и жила до своей смерти в 1985 году, лишь одного года не дожив до своего столетия. Похоронена на местном кладбище.

## Фильмография
- 1913 — За дверями гостиной — Елена Волоцкая[2]
- 1913 — Ночь перед Рождеством (Черевички) — Оксана[5][6]
- 1913 — Страшная месть — Катерина[7]
- 1914 — Капитанская дочка — Маша[8]
- 1914 — Волгари (Фома Ворочилин) — Настя[9]
- 1914 — Сказка о спящей царевне и семи богатырях — мачеха[10]
- 1914 — Стенька Разин — Настя, жена Степана[11][12]
- 1915 — Комедия смерти — Негина, артистка[13]
- 1915 — У последней черты — Лиза Трегулова[14]
- 1915 — Золото за славянскую кровь, или Фердинанд — предатель Болгарии[15]
- 1915 — Московский волк (Недавний случай из жизни московского фабриканта N) — Елена[16]
- 1915 — Случайная женщина (Пьянящие грёзы свободной любви)[17]
- 1916 — Бухгалтер Торбин — Лиза[18]
- 1916 — Бывали дни весёлые, гулял я молодец — Дуня, невеста Степана[18]
- 1916 — Исчадие ада (Сын Сатаны) — Елена[19]
- 1916 — На зов совести (Предание о серебряном колоколе) — Таня[20]
- 1916 — На последнюю пятёрку[21][22]
- 1916 — Насмешка Афродиты — Эвелина Знаменская[21]
- 1917 — Белые голуби — (Сектанты, За монастырской стеной) — княгиня Нарышкина[23]
- 1917 — Чёрные вороны — Анна Николаевна[24][25]
- 1918 — В чаду опиума — Нашетта[26]
- 1919 — Мать — Людмила[27]
- 1923 — Семья Грибушиных — жена Фёдора[28]
- 1924 — Долина слёз — мать Катуни[29]
- 1924 — Из искры пламя — жена Сидорова[30]
- 1929 — Бегствующий остров (Тайбола)[31]

## Семья
- Отец — князь Дмитрий Александрович Оболенский (1861—1918)
- Мать — княгиня Лидия Андреевна Оболенская
- Первый муж — Алексей Александрович Ханжонков (до 1919)
- Второй муж — Александр Евгеньевич Флейшер (1882—1961)